# ملة شيرخان (مقاطعة تشرداول)
ملة شيرخان (بالفارسية: مله شیرخان) هي قرية تقع في قسم هليلان الريفي (مقاطعة تشرداول) في إيران. يقدر عدد سكانها بـ 35 نسمة بحسب إحصاء 2016.